# كيه-ألفا
في مطيافية الأشعة الإكس، يعرف الإشعاع K-alpha بأنه الإشعاع الناتج عن انتقال الإلكترون من السوية الطاقية الرئيسية L إلى السوية الطاقية الرئيسية K، بسبب التاثر سبين-مدار، فأن هذا الإشعاع يكون مضاعف بمعنى أنه مجموع اشعاعين قريبين جدا من بعضهما البعض، تعتمد المسافة بينهما على قوة التأثر سبين-مدار، يعتير هذا الإشعاع هو الأقوى في مطيافية الأشعة الإكس 
في ذرة الهيدروجين الإشعاع  K-alpha، يسمى Lyman alpha، وذلك لأسباب تاريخية، ويكون ضعيف نسبيا بسبب صغر شحنة نواة الهيدروجين.  

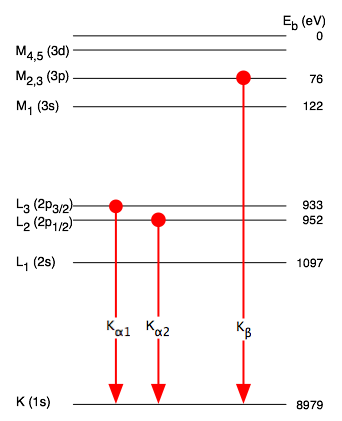
Atomic levels involved in copper Kα and Kβ emission